# Детский дом-лаборатория «Международная солидарность»

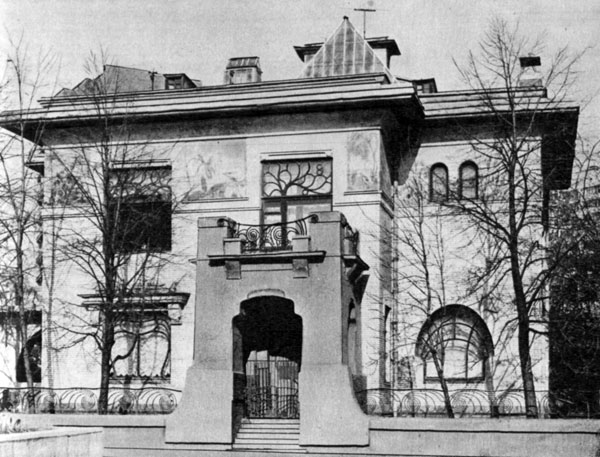
Особняк Рябушинского в 1900.

Детский дом-лаборатория «Международная солидарность» — научно-педагогическое и психоаналитическое учреждение, работавшее в Москве в период с 1921 по 1925 гг..

## История деятельности
В августе 1921 года профессором И. Д. Ермаковым открыт Детский дом-лаборатория. Эксперименты проводились на психоаналитических принципах. Участие родителей в этом процессе исключалось. Дом-лаборатория был одним из интернатов в стране, в которых организовывалось «свободное половое развитие детей». Это первый в мире опыт введения полового просвещения в дошкольных учреждениях.
В доме-лаборатории осуществлялись систематические исследования по детскому и медицинскому психоанализу, психоанализу бессознательного, характера, обучения и воспитания, творчества, религии. Научное руководство деятельностью Детского дома осуществлялось членами Русского психоаналитического общества. Сотрудники вели ежедневные записи наблюдений за жизнедеятельностью и развитием детей. Педагогической частью работы руководила В. Ф. Шмидт, жена академика О. Ю. Шмидта . Отчёт о работе Детского дома, представленный осенью 1923 года на встречах с психоаналитическими группами в Берлине и Вене, вызвал интерес и получил поддержку З. Фрейда и Л. Д. Троцкого. В частности, обсуждался вопрос эдипова комплекса в условиях коллективного воспитания. Отчёт опубликован в Международном психоаналитическом издательстве.
В письме от 20 ноября 1924 года, направленном заместителю народного комиссара просвещения В. Н. Яковлевой и заведующему Главнаукой Н. Ф. Петрову, куратор дома-лаборатории О. Ю. Шмидт отмечает, что с повышением возраста детей сказался недостаток психоаналитически подготовленных педагогов-руководительниц, а в условиях недостаточности средств эксперимент прекращается до подготовки педагогических кадров. В августе 1925 года народный комиссар здравоохранения Н. А. Семашко по докладу заведующего научным отделом Главнауки А.П. Пинкевича вынес резолюцию: «Психоаналитический институт и лабораторию «Международная солидарность» ликвидировать».
История дома-лаборатории представлена в книге А. М. Эткинда «Эрос невозможного. История психоанализа в России». 

## Сотрудники
На момент открытия штат Детского дома составлял 51 человек, потом был сокращён до 18. Среди сотрудников числились: Ермаков И. Д., Авербух Р. А., Вульф М. В., Гефт Б. С., Гешелина Л. С., Егорова Л. Г., Королько В. В., Лурия А. Р., Любимова Е. И., Ульрих Е. Р., Фридман Б. Д., Фридман Е. С., Церетели Т. М., Шмидт В. Ф., Шпильрейн С. Н. и др. Ряд сотрудников Детского дома входили также и в Круг Выготского-Лурии (например, Авербух, Гешелина, В. Шмидт).

## Воспитанники
Среди воспитанников Детского дома были дети сотрудников Коминтерна, рабочих, государственных и партийных служащих, руководителей государства, в частности, сын Сталина — Василий, а также дети Ф. А. Сергеева, Д. И. Курского, М. Л. Рухимовича, М. В. Фрунзе. Дети были объединены в несколько возрастных групп. В частности, в младшей группе воспитывался сын О. Ю. и В. Ф. Шмидтов — Владимир. Наблюдению за его развитием дома и в условиях дома-лаборатории посвящён «Дневник матери» В. Ф. Шмидт.

## Местонахождение
Детский дом-лаборатория поменял в начальный период несколько адресов, пока не разместился в здании особняка Рябушинского на углу Малой Никитской улицы и Спиридоновки, где в настоящее время находится дом-музей М. Горького.